# Ахаці Цема (воєвода поморський)
Ахаці (Ахацій, Акакій) Цема (*Achacy Czema, 1530 — 1576) — державний діяч, урядник Королівства Польського.

## Життєпис
Походив зі спольщеного німецького шляхетського роду Цема власного гербу. Другий син Ахаці Цеми, мальборкського воєводи, та Юстини Гелен Меклінгенраде. Народився близько 1530 року. У 1549—1550 роках навчався університеті Альма Матер Віадріна (місто Франкфурт-на-Одері). 1559 році призначається королівським комісаром в Мальборку. 
1565 року вів перемовини з Альбрехтом, герцогом Пруссії. 1566 року призначається поморським воєводою замість свого стрийка Фабіана Цеми Старшого. У 1569 році брав участь в Люблінській уній, став одним з підписантів утворення Речі Посполитої.
1572 року отримав гневське староство. 1573 року стає депутатом елекційного сейму, на якого підтримав кандидатуру Генріха Анжуйського. 1574 року був делегатом на Люблінському сеймі, де захищав права Королівської Пруссії, намагаючись зберегти її автономію. Помер 1576 року, перед тим отримавши від імператора Максиміліана II титул барона.

## Родина
Дружина —Софія Агнешка, донька Миколая Радзивілла, віленського воєводи
Діти:
- Ахаці
- Елізабет (д/н—1618), дружина Миколая Дзялинського, воєводи хелмінського